# Hans Hürlimann
Hans Hürlimann (6 de Abril de 1918 — 22 de Fevereiro de 1994) foi um político suíço.
Ele foi eleito para o Conselho Federal suíço em 5 de Dezembro de 1973 e terminou o mandato a 31 de Dezembro de 1982.
Ele foi Presidente da Confederação suíça em 1979.